# Saut Londejl (Čikago)
Saut Londejl (engl. South Lawndale) je jedna od 77 gradskih oblasti u Čikagu. Glavni kvart u ovoj oblasti je Little Village, a Dvadeset druga i Dvadeset šesta ulica su glavne ulice u ovom delu grada.

## Istorjia
Ova oblast je počela da se naseljava nakon velikog čikaškog požara 1871. godine. Prvi doseljenici su bili Nemci i Česi, a kasnije su došli i Poljaci. Ovaj deo grada je bio bogat industrijom, ali je šezdesetih godina industrija počela da se seli ka predgrađu. Udeo bivših etničkih grupa je polako počeo da se smanjuje dok su Meksikanci dolazili u ovaj deo grada. Meksikanci su činili 4% populacije ovog dela grada 1970. godine, dok je 1980. taj broj je porastao na 47% a 1990. 85% i 2000. 83%.

## Populacija
- 1930. - 76.749
- 1960. - 60.940
- 1990. - 81.155
- 2000. - 91.071